# Liste der Kardinalpriester von San Giovanni a Porta Latina
Folgende Kardinäle waren Kardinalpriester von San Giovanni a Porta Latina:
- Giovanni Domenico De Cupis (1517–1524); in commendam (1524–1529)
- Mercurino Arborio di Gattinara (1529–1530)
- Gabriel de Gramont (1530–1531)
- Juan Pardo de Tavera (1531–1545)
- vakant (1545–1550)
- Francisco Mendoza de Bobadilla (1550)
- vakant (1550–1556)
- Jean Suau (1556–1560)
- Girolamo da Correggio (1561–1562)
- Flavio Orsini (1565)
- Alessandro Crivelli (1566–1570)
- Gian Girolamo Albani (1570–1591)
- Ottavio Paravicini (1591–1592)
- vakant (1592–1599)
- Alfonso Visconti (1599–1600)
- vakant (1600–1605)
- Bernard Maciejowski (1605–1608)
- vakant (1608–1616)
- Francesco Vendramin (1616–1618)
- Guido Bentivoglio (1621–1622)
- vakant (1622–1647)
- Francesco Cherubini (1647–1656)
- Francesco Paolucci (1657–1661)
- Cesare Maria Antonio Rasponi (1666–1675)
- Mario Alberini (1676–1680)
- Stefano Agostani (1681–1683)
- Jan Kazimierz Denhoff (1686–1697)
- Sperello Sperelli (1700–1710)
- Pier Marcellino Corradini (1712–1734)
- Pietro Maria Pieri OSM (1734–1743)
- Francesco Lando (1745–1757)
- Luigi Gualterio (1760–1761)
- Simone Buonaccorsi (1763–1776)
- Hyacinthe Sigismond Gerdil B (1778–1784)
- vakant (1784–1794)
- Antonio Dugnani (1794–1801)
- vakant (1801–1805)
- Jean-Baptiste de Belloy (1805–1808)
- vakant (1808–1816)
- Camillo de Simone (1816–1818)
- vakant (1818–1830)
- Remigio Crescini OSB (1830)
- Giacomo Luigi Brignole (1834–1838); in commendam (1838–1847)
- vakant (1847–1859)
- Camillo Di Pietro (1859–1867)
- vakant (1867–1874)
- Joseph Hippolyte Guibert OMI (1874–1886)
- Benoît-Marie Langénieux (1887–1905)
- Gregorio María Aguirre y García OFM (1907–1913)
- Felix von Hartmann (1914–1919)
- Edmund Dalbor (1919–1926)
- Joseph MacRory (1929–1945)
- Josef Frings (1946–1978)
- Franciszek Macharski (1979–2016)
- Renato Corti (2016–2020)
- Adalberto Martínez Flores (seit 2022)